# Chirocephalus spinicaudatus
Espèce
Statut de conservation UICN

 CR  : 
En danger critique

Chirocephalus spinicaudatus est une espèce de crustacés branchiopodes endémique française. Elle a été décrite en 1886 par Simon en région parisienne : à Paris et dans le secteur d’Ivry. L’urbanisation et les modifications de ces milieux ont conduit à sa disparition mais elle a été redécouverte en Champagne dans l'Aube et le Doubs.
Elle figure parmi les espèces dont la conservation devrait être la plus prioritaire en France et elle est considérée comme en
danger critique d’extinction (CR) par l’UICN de par son aire de répartition extrêmement restreinte, l’isolement de ses populations et le déclin observé de l’une d’entre elles.

## Morphologie
Chirocephalus spinicaudatus mesure entre 14 et 22 mm.